# نهر أودا
أودا ((بالروسية: Уда́)‏ (بالروسية: ʊˈda)‏

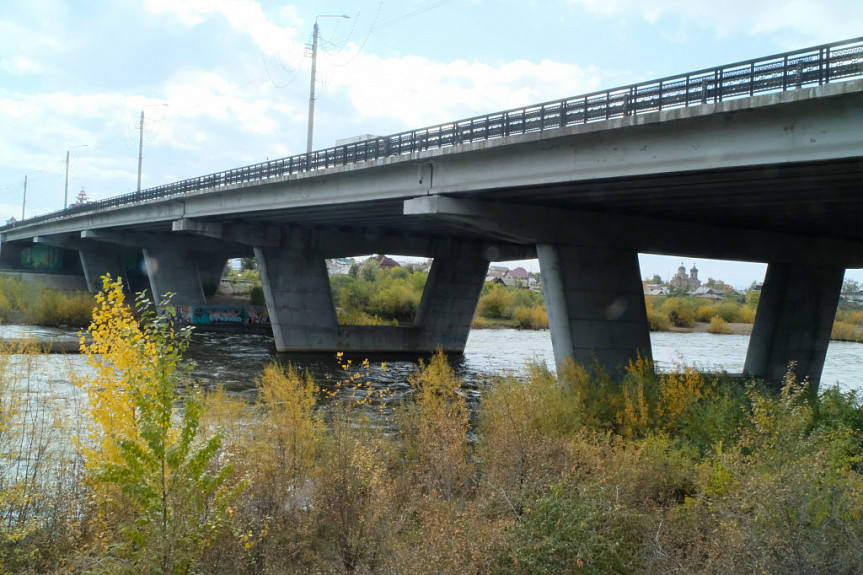
جسر فوق نهر أودا في مدينة أولان أودي

; قالب:Lang-bua) هو نهر يقع في بورياتيا، روسيا. وهو رافد (نهر) من الطرف الأيمن لنهر سيلينغا، ويلتقي معه بالقرب من مدينة أولان-أودي. يبلغ طوله 467 كيلومتر (290 mi)، وحوض مصبّه 34,800 كيلومتر مربع (13,400 ميل2).
يقع حوض أودا في منطقة توغورو-تشومينكانسكي. اشتقت كلمة «أودا» من كلمة "ud" والتي تعني «لبن»، أطلق على النهر هذا الاسم بسبب بحيرة قريبة منه لونها بلون الحليب.

## صيد السمك
يعدّ نهر أودا موطناً رئيسياً لسمك السلمون الوردي وسلمون السوكي الأحمر وسلمون كوهو وسلمون تشوم. يعتبر النهر مهماً بشكلٍ خاص لأنه لا يزال أحد آخر موائل التايمن السيبيري الذي تضاءل في أنهار سيبيريا الأخرى. تنمو أشجار التايمينز إلى أحجام ضخمة في منطقة أودا ويصل وزن بعضها إلى 95 كيلوغرام (209 رطل)..
|  |